# モリーナ・ディ・レードロ
モリーナ・ディ・レードロ（イタリア語: Molina di Ledro）は、イタリア共和国トレンティーノ＝アルト・アディジェ州トレント県レードロに属する分離集落（フラツィオーネ）。
かつては独立した自治体（コムーネ）であったが、2010年1月1日、ヴァッレ・ディ・レードロにある他の5つのコムーネ(コンチェーイ、ティアルノ・ディ・ソット、ティアルノ・ディ・ソプラ、ピエーヴェ・ディ・レードロ、ベッツェッカ)と合併し、新自治体の一部となった。

## 地理

### 位置・広がり
レードロの中部、レードロ湖の南東岸に位置する。
独立したコムーネの時期には 39.49km2 の面積があり、中心地区の標高は638m、最低地点は65m（ガルダ湖）、最高地点は1974mであった。

#### 旧隣接コムーネ
モリーナ・ディ・レードロがコムーネであった当時の隣接コムーネは以下の通り。*は、ともにレードロに統合されたコムーネ。
- リーヴァ・デル・ガルダ - 北東
- ナーゴ＝トルボレ - 東
- リモーネ・スル・ガルダ (BS) - 南
- トレモージネ (BS) - 南
- ティアルノ・ディ・ソプラ - 西 *
- ピエーヴェ・ディ・レードロ - 北西 *
- ベッツェッカ - 北西 *

## 社会

### 人口

#### 人口推移
旧コムーネの人口推移は以下のとおり。2009年末時点のコムーネ人口は1577人であった。

### 居住地区別人口
旧コムーネについて、国立統計研究所（ISTAT）は居住地区（Località abitata）別の人口として以下を掲げている。統計は2001年時点。
| 地区名            | 標高    | 人口  | 備考                                                  |
| ----------------- | ------- | ----- | ----------------------------------------------------- |
| MOLINA DI LEDRO   | 65/1974 | 1,498 |                                                       |
| BIACESA DI LEDRO  | 415     | 232   |                                                       |
| MOLINA DI LEDRO * | 638     | 1,044 |                                                       |
| PRÈDI LEDRO       | 488     | 185   |                                                       |
| PUR               | 674     | 7     | ピエーヴェ・ディ・レードロの Val Maria-Pur 地区と連担 |
| Case Sparse       | -       | 30    |                                                       |
| Lago di Garda     | 65      | -     | 湖水                                                  |

- ISTATは人口統計上、家屋密度の高い centro abitato （居住の中心地区）、密度の低い nucleo abitato （居住の核となる地区）、まとまった居住地区を形成していない case sparse （散在家屋）の区分を用いている。上の表で地名がすべて大文字で示されているものが centro abitato である。「*」印が付されているのは、コムーネの役場・役所 la casa comunale の置かれている地区である。

## 文化・観光
モリーナ・ディ・レードロには、先史時代の杭上住居の遺跡がある。この遺跡は、ユネスコの世界遺産「アルプス山脈周辺の先史時代の杭上住居群」を構成する物件の一つである。
モリーナ・ディ・レードロ植物園 (it:Giardino Botanico Preistorico di Molina di Ledro) は、先史時代に栽培されていた植物を集めた植物園である。
- 杭上住居（復元）
- 杭上住居遺跡とレードロ湖

## 交通

### 道路
国道

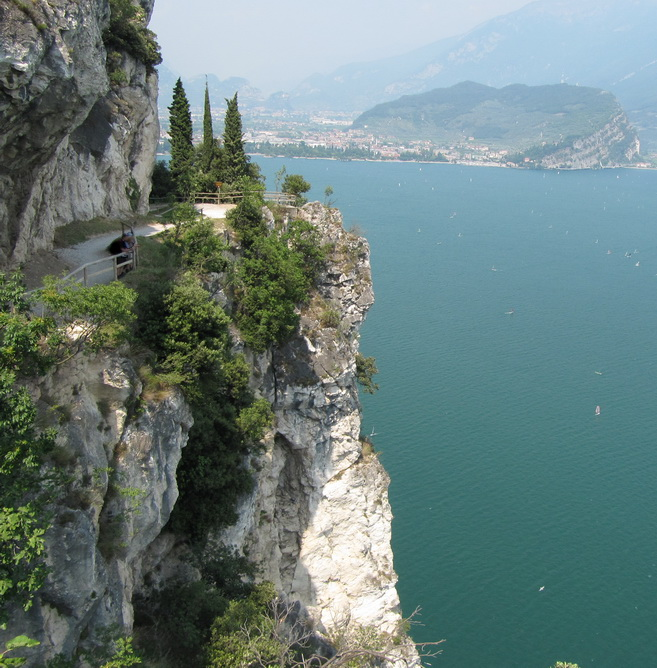
ポナーレ街道とガルダ湖

- SS240  (it:Strada statale 240 di Loppio e di Val di Ledro) 
  - 〔ストーロ - ベッツェッカ - ピエーヴェ〕 - モリーナ - 〔リーヴァ - ロヴェレート〕

レードロ湖畔とリーヴァ・デル・ガルダとの間には、急峻なポナーレ街道 (it:Strada del Ponale) が通っている。

## 人物

### 著名な出身者
- アンドレア・マッフェイ（英語版） - 19世紀の詩人・翻訳家・リブレット作者。